# 喬晉芳
乔晋芳（1804年—？），原名蓬奇，字春皋，一字心农，山西闻喜县横水镇（現屬绛县）人。清朝政治人物。

## 生平
道光十五年（1835年）乙未科一甲三名进士，授翰林院编修。改刑部主事，道光二十四年（1844年）升任广东司员外郎，道光二十五年（1845年）任湖南司郎中。道光二十九年（1849年）五月，升湖南常德府知府，次年经吏部引见，任长沙府知府。咸丰二年（1852年），因防守太平军进攻省城有功，赏戴花翎，代理粮储道篆事务。因积劳成疾，以病辞官，主讲河东书院。